# Formel-2-Saison 2012
Die Formel-2-Saison 2012 war die vierte und letzte Saison der FIA-Formel-2-Meisterschaft. Sie begann am 14. April in Silverstone und endete am 30. September in Monza.

## Regeländerungen

### Technische Änderungen
Der Reifenausrüster der Formel 2 wechselte zur Saison 2012. Avon wurde durch Yokohama abgelöst.

## Teams und Fahrer
Alle Fahrer benutzten Williams-JPH1B-Chassis, Motoren von Audi und Reifen von Yokohama. Alle Rennwagen und Fahrer wurden von MotorSport Vision betreut.
| Nr. | Fahrer               | Rennwochenenden |
| --- | -------------------- | --------------- |
| 03  | Max Snegirjow        | 2–5, 7, 8       |
| 04  | Luciano Bacheta      | 1–8             |
| 05  | Parthiva Sureshwaren | 1–4             |
| 06  | Vittorio Ghirelli    | 4               |
| 07  | David Zhu            | 1–8             |
| 08  | Plamen Kralev        | 1–8             |
| 09  | Mihai Marinescu      | 1–8             |
| 10  | Alex Fontana         | 1–8             |
| 11  | Kourosh Khani        | 1, 2, 4, 5      |
| 12  | Mathéo Tuscher       | 1–8             |
| 13  | José Luis Abadín     | 1               |
| 14  | Mauro Calamia        | 1–6             |
| 15  | Víctor Guerin        | 2               |
| 18  | Dino Zamparelli      | 1–8             |
| 19  | Christopher Zanella  | 1–8             |
| 20  | Daniel McKenzie      | 1–8             |
| 22  | Axcil Jefferies      | 3–8             |
| 23  | Samuele Buttarelli   | 1               |
| 24  | Kevin Mirocha        | 1–8             |
| 27  | Markus Pommer        | 1–8             |
| 33  | Harald Schlegelmilch | 8               |
| 35  | Hector Hurst         | 1–8             |
| 51  | Richard Gonda        | 7               |

### Änderungen bei den Fahrern
Die folgende Auflistung enthält alle Fahrer, die an der Formel-2-Saison 2011 teilgenommen haben und 2012 nicht mehr in der Formel 2 an den Start gingen sowie Piloten, die neu in die Formel 2 einstiegen.
Fahrer, die in die Formel 2 einsteigen bzw. zurückkehren:
- Samuele Buttarelli: Auto GP (TP Formula)
- Mauro Calamia: Alpine Formel Renault (Daltec Racing)
- Alex Fontana: European F3 Open (Corbetta Competizioni)
- Vittorio Ghirelli: GP3-Serie (Addax Team)
- Richard Gonda: Formel Renault 2.0 Eurocup (Krenek Motorsport)
- Víctor Guerin: Italienische Formel-3-Meisterschaft (Lucidi Motors)
- Hector Hurst: BARC Formel Renault (Scorpio Motorsport)
- Axcil Jefferies: Auszeit
- Kourosh Khani: BARC Formel Renault (Scorpio Motorsport)
- Daniel McKenzie: Formel Renault 3.5 (Comtec Racing)
- Kevin Mirocha: GP2-Serie (Ocean Racing Technology)
- Markus Pommer: Deutscher Formel-3-Cup (Jo Zeller Racing)
- Harald Schlegelmilch: Auszeit
- Mathéo Tuscher: Formel Pilota China Series (Jenzer Welch Asia Racing)
- Dino Zamparelli: BARC Formel Renault (Antel Motorsport)
- David Zhu: Formel Pilota China Series (Eurasia Motorsport)

Fahrer, die die Formel 2 verlassen haben:
- René Binder: Deutscher Formel-3-Cup (Van Amersfoort Racing)
- Alex Brundle: GP3-Serie (Carlin)
- Jack Clarke: European Le Mans Series (Boutsen Ginion Racing)
- Armaan Ebrahim: Indy Lights (Fan Force United)
- Jordan King: Formel Renault 2.0 Eurocup (Manor-MP)
- Jon Lancaster: GP2-Serie (Ocean Racing Technology)
- Jolyon Palmer: GP2-Serie (iSport International)

Fahrer, die noch keinen Vertrag für ein Renncockpit 2012 besitzen:
| - Mirko Bortolotti - Will Bratt - James Cole - Fabio Gamberini - Tom Gladdis - Tobias Hegewald | - Mikkel Mac - Miki Monras - Sung-Hak Mun - Jonathan Kennard - Natalia Kowalska - Benjamin Lariche | - Ramón Piñeiro - Kelvin Snoeks - Thiemo Storz - Johannes Theobald - Julian Theobald |

## Rennkalender
Die Formel 2 trug 2012 acht Rennwochenenden mit je zwei Rennen aus. Der Rennkalender wurde am 7. Dezember von der FIA bestätigt.
Nicht mehr im Kalender waren die Rennen in Magny-Cours, Spielberg und Barcelona. Neu hinzugekommen sind dafür Portimão, Le Castellet und der Hungaroring.
| Nr. | Datum         | Rennstrecke       | Sieger              | Zweiter             | Dritter             |
| --- | ------------- | ----------------- | ------------------- | ------------------- | ------------------- |
| 1.  | 14. April     | Silverstone       | Luciano Bacheta     | Christopher Zanella | Alex Fontana        |
| 2.  | 15. April     | Silverstone       | Luciano Bacheta     | Mihai Marinescu     | Alex Fontana        |
| 3.  | 28. April     | Portimão          | Luciano Bacheta     | Mathéo Tuscher      | Kevin Mirocha       |
| 4.  | 29. April     | Portimão          | Luciano Bacheta     | Mathéo Tuscher      | Markus Pommer       |
| 5.  | 26. Mai       | Nürburg           | Mihai Marinescu     | Luciano Bacheta     | Christopher Zanella |
| 6.  | 27. Mai       | Nürburg           | Christopher Zanella | Mihai Marinescu     | Mathéo Tuscher      |
| 7.  | 23. Juni      | Spa-Francorchamps | Markus Pommer       | Daniel McKenzie     | Mathéo Tuscher      |
| 8.  | 24. Juni      | Spa-Francorchamps | Luciano Bacheta     | Markus Pommer       | Kevin Mirocha       |
| 9.  | 14. Juli      | Brands Hatch      | Kevin Mirocha       | Mathéo Tuscher      | Luciano Bacheta     |
| 10. | 15. Juli      | Brands Hatch      | Mihai Marinescu     | Christopher Zanella | Dino Zamparelli     |
| 11. | 21. Juli      | Le Castellet      | Mathéo Tuscher      | Luciano Bacheta     | Daniel McKenzie     |
| 12. | 22. Juli      | Le Castellet      | Markus Pommer       | Mathéo Tuscher      | Christopher Zanella |
| 13. | 08. September | Mogyoród          | Alex Fontana        | Kevin Mirocha       | Luciano Bacheta     |
| 14. | 09. September | Mogyoród          | Markus Pommer       | Mathéo Tuscher      | Dino Zamparelli     |
| 15. | 29. September | Monza             | Mathéo Tuscher      | Christopher Zanella | Kevin Mirocha       |
| 16. | 30. September | Monza             | Christopher Zanella | Kevin Mirocha       | Luciano Bacheta     |

## Fahrerwertung
Die ersten zehn des Rennens bekamen 25, 18, 15, 12, 10, 8, 6, 4, 2 bzw. 1 Punkt(e). Es zählten nur die besten 14 von 16 Ergebnissen.
| Pos. | Fahrer           | SIL  | SIL | POR  | POR   | NÜR  | NÜR   | SPA   | SPA   | BRH   | BRH   | LEC | LEC   | HUN   | HUN | MNZ | MNZ  | Punkte        |
| ---- | ---------------- | ---- | --- | ---- | ----- | ---- | ----- | ----- | ----- | ----- | ----- | --- | ----- | ----- | --- | --- | ---- | ------------- |
| 01   | L. Bacheta       | 1    | 1   | 1    | 1     | 2    | 6     | (DNF) | 1     | 3     | 6     | 2   | 5     | 3     | (8) | 4   | 3    | 231,5 (235,5) |
| 02   | M. Tuscher       | 6    | 5   | 2    | 2     | 5    | 3     | 3     | 8     | 2     | (DNF) | 1   | 2     | (DNF) | 2   | 1   | 5    | 210,0         |
| 03   | C. Zanella       | 2    | (8) | 6    | 4     | 3    | 1     | 5     | 4     | 6     | 2     | (8) | 3     | 5     | 6   | 2   | 1    | 196,0 (204,0) |
| 04   | M. Pommer        | 8    | 7   | 4    | 3     | 9    | 4     | 1     | 2     | 5     | 5     | 5   | 1     | (NC)  | 1   | 8   | (14) | 169,0         |
| 05   | M. Marinescu     | 4    | 2   | 10   | (DNF) | 1    | 2     | 4     | 12    | 4     | 1     | 7   | 7     | (DNF) | 7   | 6   | 4    | 161,0         |
| 06   | K. Mirocha       | (12) | 11  | 3    | 8     | 4    | 10    | (DNF) | 3     | 1     | 4     | 6   | 4     | 2     | 4   | 3   | 2    | 159,5         |
| 07   | A. Fontana       | 3    | 3   | 7    | 10    | 6    | 5     | 8     | 5     | (DNF) | 7     | 14  | (DNF) | 1     | 5   | 9   | 6    | 115,0         |
| 08   | D. Zamparelli    | 9    | 6   | 8    | 5     | (13) | 7     | 7     | 10    | (DNF) | 3     | 4   | 6     | 6     | 3   | 7   | 7    | 106,5         |
| 09   | D. McKenzie      | 5    | 4   | (13) | 6     | 8    | 8     | 2     | (18*) | 10    | 8     | 3   | 8     | 4     | 9   | 11  | 10   | 95,0          |
| 10   | H. Hurst         | 7    | 10  | 9    | 7     | 10   | 11    | 9     | 9     | 7     | 12    | 9   | (DNF) | (DNF) | 14  | DNF | DNF  | 27,0          |
| 11   | D. Zhu           | 11   | 9   | 5    | 12    | 7    | 9     | 10    | (13)  | (DNF) | 13    | 13  | 12*   | 10    | 11  | 12  | 11   | 22,0          |
| 12   | A. Jefferies     |      |     |      |       | 14   | DNS   | DNF   | 7     | 8     | 9     | 10  | 10    | DNF   | 10  | 10  | 8    | 17,0          |
| 13   | H. Schlegelmilch |      |     |      |       |      |       |       |       |       |       |     |       |       |     | 5   | 9    | 12,0          |
| 14   | V. Ghirelli      |      |     |      |       |      |       | 6     | 6     |       |       |     |       |       |     |     |      | 12,0          |
| 15   | M. Snegirjow     |      |     | 17   | 15*   | DNF  | 14*   | DNF   | 16    | DNF   | 14*   |     |       | 7     | 15  | 14  | 12   | 6,0           |
| 16   | R. Gonda         |      |     |      |       |      |       |       |       |       |       |     |       | 8     | 12  |     |      | 4,0           |
| 17   | P. Kralev        | 15   | 15  | 15   | 13    | 11   | (DNS) | 13    | 17    | 11    | (DNF) | 12  | 9     | 9     | 13  | 13  | 13   | 4,0           |
| 18   | M. Calamia       | 14   | 12  | 12   | 11    | 15   | 13    | 12    | 14    | 9     | 11    | 11  | 11    |       |     |     |      | 2,0           |
| 19   | V. Guerin        |      |     | 11   | 9     |      |       |       |       |       |       |     |       |       |     |     |      | 2,0           |
| 20   | K. Khani         | 10   | 13  | 14   | DNF   |      |       | DNF   | 15    | DNF   | 10    |     |       |       |     |     |      | 2,0           |
| 21   | P. Sureshwaren   | 16   | 14  | 16   | 14*   | 12   | 12    | 11    | 11    |       |       |     |       |       |     |     |      | 0,0           |
| 22   | J. Abadín        | 13   | 16  |      |       |      |       |       |       |       |       |     |       |       |     |     |      | 0,0           |
| —    | S. Buttarelli    | DNF  | DNF |      |       |      |       |       |       |       |       |     |       |       |     |     |      | 0,0           |
| Pos. | Fahrer           | SIL  | SIL | POR  | POR   | NÜR  | NÜR   | SPA   | SPA   | BRH   | BRH   | LEC | LEC   | HUN   | HUN | MNZ | MNZ  | Punkte        |

| Farbe                        | Bedeutung                               | Bedeutung |
| ---------------------------- | --------------------------------------- | --- |
| Gold                         | Sieger                                  | Sieger |
| Silber                       | 2. Platz                                | 2. Platz |
| Bronze                       | 3. Platz                                | 3. Platz |
| Grün                         | Platzierung in den Punkten              | Platzierung in den Punkten |
| Blau                         | Klassifiziert außerhalb der Punkteränge | Klassifiziert außerhalb der Punkteränge                                                                                         |
| Violett                      | Rennen nicht beendet (DNF)              | Rennen nicht beendet (DNF) |
| Violett                      | nicht klassifiziert (NC)                | |
| Rot                          | nicht qualifiziert (DNQ)                | nicht qualifiziert (DNQ) |
| Schwarz                      | disqualifiziert (DSQ)                   | disqualifiziert (DSQ) |
| Weiß                         | nicht am Start (DNS)                    | nicht am Start (DNS) |
| Weiß                         | zurückgezogen (WD)                      | |
| Weiß                         | Rennen abgesagt (C)                     | |
| Blanko                       | nicht teilgenommen                      | nicht teilgenommen |
| Blanko                       | verletzt oder krank (INJ)               | |
| Blanko                       | ausgeschlossen (EX)                     | |
| sonstige Formate und Zeichen | P/fett                                  | Pole-Position |
| sonstige Formate und Zeichen | kursiv                                  | Schnellste Rennrunde (in der GP2-Serie/FIA-Formel-2-Meisterschaft ab 2008 für die schnellste Rennrunde der besten zehn Piloten) |
| sonstige Formate und Zeichen | *                                       | nicht im Ziel, aufgrund der zurückgelegten Distanz aber gewertet                                                                |
| sonstige Formate und Zeichen | unterstrichen                           | Führender in der Gesamtwertung                                                                                                  |

- Beim zweiten Rennen in Spa-Francorchamps wurden halbe Punkte vergeben, da das Rennen nicht über die zur vollen Punktzahl notwendige Distanz ausgetragen wurde.